# Чихура
«Чиху́ра» (груз. ჩიხურა საჩხერე) — грузинський професіональний футбольний клуб з міста Сачхере. Заснований 1938 року. Домашні матчі проводить на стадіоні «Центральний».

## Досягнення
- Суперкубок Грузії з футболу
  - Володар Суперкубка (1): 2013
- Ліга Пірвелі
  - Чемпіон: 2006, 2012
  - Віце-чемпіон: 2009
- Кубок Грузії
  - Володар: 2017
  - Фіналіст: 2013, 2014

## Виступи в єврокубках
| Сезон   | Змагання    | Раунд | Клуб            | Вдома | На виїзді   |
| ------- | ----------- | ----- | --------------- | ----- | ----------- |
| 2013–14 | Ліга Європи | 1К    | Вадуц           | 0–0   | 1–1         |
| 2013–14 | Ліга Європи | 2К    | Тун             | 1–3   | 0–2         |
| 2014–15 | Ліга Європи | 1К    | Турново         | 3–1   | 1–0         |
| 2014–15 | Ліга Європи | 2К    | Бурсаспор       | 0–0   | 0–0 (4–1 п) |
| 2014–15 | Ліга Європи | 3К    | Нефтчі          | 2–3   | 0–0         |
| 2016–17 | Ліга Європи | 1К    | Зімбру          | 2–3   | 1–0         |
| 2017–18 | Ліга Європи | 1К    | Альтах          | 0–1   | 1–1         |
| 2018–19 | Ліга Європи | 1К    | Бейтар Єрусалим | 0–0   | 2–1         |
| 2018–19 | Ліга Європи | 2К    | Марибор         | 0–0   | 0–2         |
| 2019–20 | Ліга Європи | 1К    | Фола            | 2–1   | 2–1         |
| 2019–20 | Ліга Європи | 2К    | Абердин         | 1–1   | 0–5         |